# Ladislav Švihran
Ladislav Švihran (15. prosince 1931 Lutych, Belgie – 22. září 2022) byl slovenský spisovatel a překladatel. Debutoval v roce 1970 knihou Kulturizmus ducha, od roku 1973 se psaní věnuje profesionálně. Švihranova tvorba byla oceněna mezinárodní cenou Egona Erwina Kische za knihu Vzácné návštěvy Bratislavy.
Narodil se v belgickém městě Lutych, kde prožil prvních sedm let svého života. Studoval pedagogiku a psychologii na Pedagogické fakultě Univerzity Komenského v Bratislavě.

## Tvorba
- Kulturizmus ducha (1970)
- Tichý chlapec z Illinoisu (1971)
- Rozmarná zemeguľa (1973)
- Kým prišli mušketieri (1974)
- Nenápadní spoločníci (1976)
- Slávni vynálezcovia (1977)
- Tu sa usadíme (spoluautor s Michalem Borgulem, 1979)
- Náš priateľ Jules (1983)
- Svet stavia (1984)
- Výpravy do budúcnosti (1986)
- Naj, naj, naj... (1988)
- Aféry po novembri (spoluautor, 1990)
- Ako sme kradli (spoluautor, 1991)
- Ako zomierajú diktátori (1994)
- Knihy na dračku (1995)
- 1000 plus 1 slovenských naj (1996)
- Ján Jesenius (1996)
- Kto nám vládol (1999)
- Pavol Dobšinský (2001)
- Hviezdne okamihy (2001)
- Majstri ducha (spoluautor s Ondrejem Pössem, 2002)
- Vzácne návštevy Bratislavy (spoluautor s Ivanem Szabóem, 2005)